# Шейх Мухюдин Руми Баба тюрбе
Шейх Мухюдин Руми Баба тюрбе (на македонска литературна норма: Шех Мухјудин Руми Баба турбе; на турски: Şeyh Muhyudin Rumi Baba Türbe) е османска гробница, намираща се в град Щип, Северна Македония.
Тюрбето е разположено в комплекса на Хуса Медин паша джамия, югозападно от храма. Изградено е в XVII век като гробница на шейх Мухюдин Руми Баба, споменато от пътешественика Евлия Челеби в средата на века и затова джамията понякога се нарича Шейх Мухюдин Руми Баба джамия. В архитектурно отношение тюрбето принадлежи към типа затворени тюрбета. Има осмоъгълна основа и е покрито с плочи. Реставрирано е в съвремието и е важен исторически паметник.